# Żar (góry)

Położenie gór Żar na mapie Centralnych Karpat Zachodnich

Żar (słow. Žiar, 514.63) – grupa górska w Centralnych Karpatach Zachodnich, na Słowacji, zaliczana w skład tzw. Obniżenia Nitrzańsko-Turczańskiego. Najwyższym szczytem są Chlieviská (1024 m) w północnej części grupy (w masywie Sokoła).
Grupa Żaru tworzy wyraźny próg terenowy między Kotliną Turczańską na północnym wschodzie, a Kotliną Górnonitrzańską na południowym zachodzie. Jej łańcuch ciągnie się z północnego zachodu na południowy wschód łagodnie wygiętym łukiem długości ok. 30 km i szerokości 6-7 km. Na północy sąsiaduje z nią tzw. Luczańska część Małej Fatry, a na południowym wschodzie na krótkim odcinku Góry Kremnickie.
Tereny Żaru leżą na wysokości od ok. 360 m do nieco ponad 1000 m. Żar dzieli się na cztery mniejsze jednostki (licząc od północy): Sokol, Vyšehrad, Horeňovo i Rovne.
Bardzo urozmaicona budowa geologiczna wpływa na duże zróżnicowanie rzeźby poszczególnych części tej grupy górskiej, jak również na urozmaicenie flory tych gór.
Tereny powyżej poziomicy ok. 550 m prawie w całości porośnięte lasem.Klastor pod Znivom

## Turystyka
Są tylko dwa szlaki turystyki pieszej. Głównym szlakiem jest czerwono znakowana Cesta hrdinov SNP biegnąca przez południową część Żaru. Z miejscowości Kláštor pod Znievom poprowadzono zielono znakowany szlak turystyczny do Zamku Zniew.